# 파야 타니

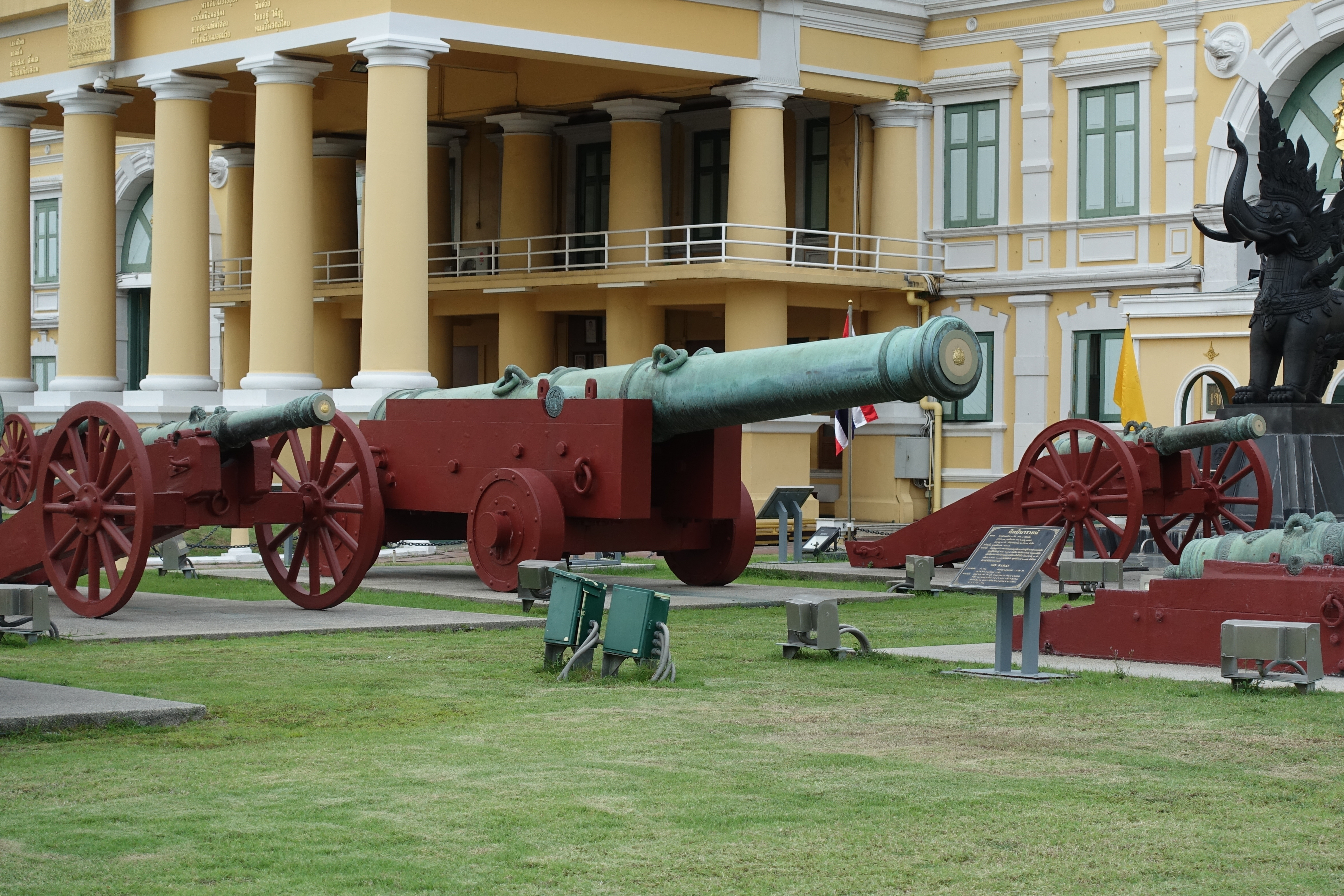
국방부 앞 파야 타니 (2023)

파야 타니(말레이어로 낭 프라야 타니, 또는 세리 파타니)는 태국 남부 파타니 지방의 17세기 대포이다. 그것은 길이가 2.7m이고 놋쇠로 만들어진, 현재의 태국에서 주조된 대포 중 가장 큰 것이다. 그것은 방콕 왕궁 맞은편에 있는 국방부 앞에 전시되고 있다. 그 대포는 여전히 파타니 지방의 상징으로 사용되고 있으며 1939년부터 파타니 지방의 공식 인장에 나와 있다.

## 역사
다양한 자료들은 어떻게 파타니에서 대포가 만들어지게 되었는지와 누가 대포를 만들었는지에 대한 다양한 설명을 제공한다. "파타니 말레이 왕국의 역사"에 따르면, 17세기 초 파타니 술탄국에서 톡 카얀이라는 중국 혈통의 남자에 의해 대포가 주조되었다. 라자 비루는 시암으로부터 그들의 독립을 보호하기 위해 강력한 대포의 건설을 명령했다.  세 개의 대포가 만들어졌다 - 세리 네가라, 세리 파타니, 그리고 마하 렐라라는 이름의 더 작은 대포. "파타니 연대기"에서는 이 대포들을 크리 나그리, 낭 파타니, 그리고 마하 랄로라고 이름 지었다.  그러나 히카얏 파타니에서는 이 세 대포의 이름을 세리 네게리, 툭 북, 낭 리우 리우라고 부르며, 이 대포들이 압두사마드라고 불리는 럼주 출신의 남자에 의해 더 일찍 주조되었다고 제안한다. 대포는 여러 차례의 공격을 성공적으로 물리쳤다고 한다.
1767년 아유타야가 버마에 함락된 후, 파타니 술탄국은 시암에게 그것의 조공국 지위를 포기하고 독립을 선언했다. 그러나 18년 후인 1785년, 라마 1세의 형인 부왕 마하 수라싱가낫이 이끄는 태국 군대가 파타니를 침략하고 정복했고, 태국인들이 그 이후로 그것을 지배하고 있다. 파야 파타니와 파야 네가라는 전리품으로 방콕에 보내라는 명령을 받았다. 일부 자료는 파야 네가라가 배에 실릴 때 빠져나와 바다에 빠졌고, 그곳에서 아직도 남아있다고 말했다.
라마 1세는 비슷한 크기의 대포 나라이 상한을 파야 파타니(Paya Patani)의 동반자로 주조할 것을 명령했고, 지금은 프라야 타니로 이름이 바뀌었다.
파야 타니의 복제품이 만들어져 2013년 파타니의 크루에세 모스크 앞에 놓였지만, 이를 '가짜'로 보고 원래 대포의 반환을 원하는 분리주의자들에 의해 훼손됐다.

## 문화적 의의
그 대포는 1939년부터 파타니 지방의 공식 인장에서 파타니의 상징으로 사용되어 왔다. 그것은 또한 하리 라야 축제 기념 행사 동안 대나무 대포를 발사한 지역 주민들에 의해 파타니에서 기억된다.

## 갤러리

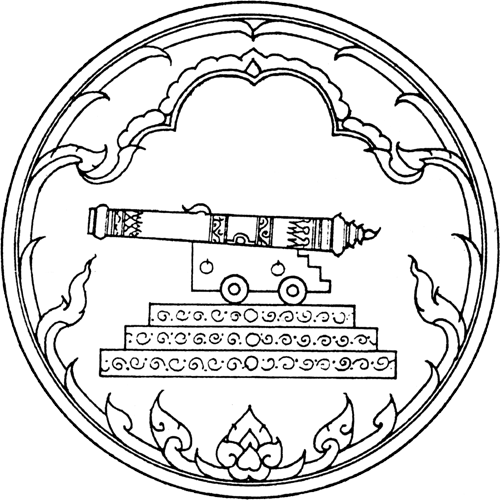
파타니 지방의 대포가 그려진 공식인장
파타니 지방의 대포가 그려진 깃발

## 같이 보기
- 랑카슈카의 왕들 - 파타니 왕국을 배경으로 침몰한 대포를 찾는 이야기를 다룬 2008년 태국 역사 판타지 모험 영화.